# Rede Amazônica Ji-Paraná
Rede Amazônica Ji-Paraná é uma emissora de televisão brasileira com sede em Ji-Paraná, cidade do estado de Rondônia. Opera nos canais 5 VHF analógico e 15 UHF digital, e é afiliada à TV Globo. Pertence ao Grupo Rede Amazônica. 

## História
A emissora foi inaugurada como TV Ji-Paraná pelo jornalista Phelippe Daou, em 13 de setembro de 1976, tendo recebido os equipamentos de transmissões cinco dias antes. Em seus primórdios, a emissora não tinha publicidade local, exibindo somente clipes musicais e anúncios de utilidade pública nos intervalos da programação. Inicialmente, assim como as demais emissoras de televisão da Rede Amazônica, era afiliada à Rede Bandeirantes.
Em 1983, seguindo as demais emissoras da rede (com exceção da TV Amazonas), a TV Ji-Paraná deixou a Rede Bandeirantes e se tornou afiliada à Rede Globo.
A partir de 3 de janeiro de 2015, a emissora deixou de se identificar como TV Ji-Paraná, passando a utilizar a nomenclatura Rede Amazônica Ji-Paraná.

## Sinal digital
| Canal virtual | Canal digital | Resolução de tela | Programação                                               |
| ------------- | ------------- | ----------------- | --------------------------------------------------------- |
| 5.1           | 15 UHF        | 1080i             | Programação principal da Rede Amazônica Ji-Paraná / Globo |

A emissora, como TV Ji-Paraná, iniciou suas transmissões digitais pelo canal 21 UHF em 22 de maio de 2014.

## Programas
Além de retransmitir a programação nacional da TV Globo e estadual da Rede Amazônica Porto Velho, a Rede Amazônica Ji-Paraná exibe o seguinte programa:
- Jornal de Rondônia 2ª Edição: Telejornal, com Ronaldo Lima;[nota 1]

A emissora também já produziu localmente o Jornal de Rondônia 1ª Edição, cuja edição local estreou na emissora ji-paranaense em 3 de setembro de 2018.

## Equipe

### Membros antigos
- Gedeon Miranda[8]
- Gustavo Pessoa[9]
- Ibrahim Ossame[6]
- Natália Pessoa[10]
- Patrícia Góes[11]
- Quennia Mendes[12]
- Rauã Araújo
- Roberto Oliveira[13]
- Victória Ferreira (hoje na Rede Amazônica Porto Velho)[14]